# Caboalles de Abajo
Caboalles de Abajo é uma povoação do município de Villablino, na província de Leão, na comunidade autónoma de Castela e Leão (Espanha).

## Localização
Encontra-se na estrada CL-631.
Limita com as seguintes povoações:
- Ao O com Caboalles de Arriba.
- Ao NE com Orallo.
- Ao SE com Villager de Laciana e Villablino.

## Evolução demográfica
| 2000 | 2001 | 2002 | 2003 | 2004 | 2005 | 2006 | 2007 | 2008 | 2009 | 2010 | 2011 | 2015 |
| 1740 | 1693 | 1627 | 1574 | 1489 | 1447 | 1433 | 1384 | 1338 | 1291 | 1258 | 1230 | 1123 |